# Congelatore

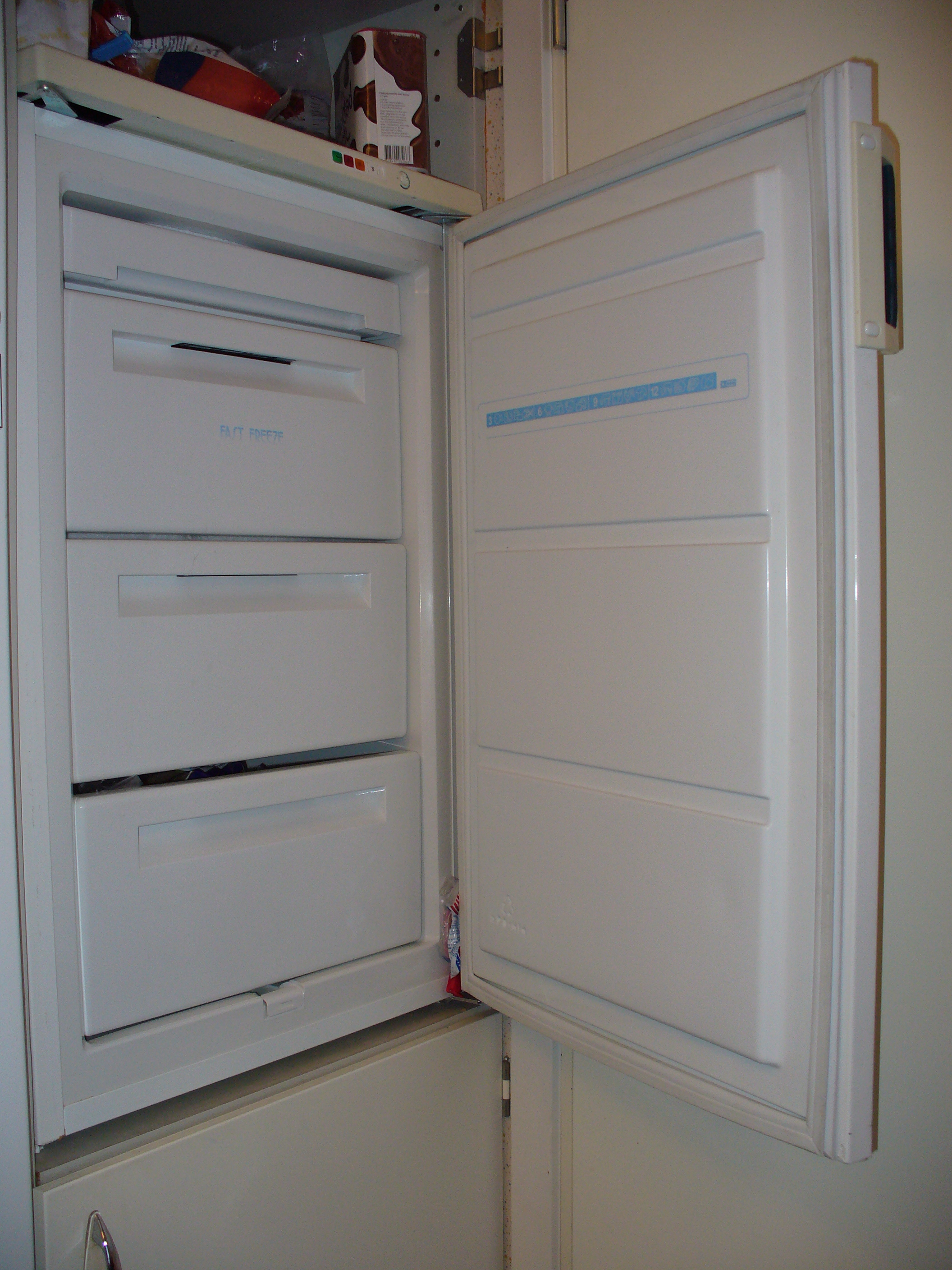
Un congelatore domestico a cassetti

Il congelatore (detto anche freezer) è un elettrodomestico che serve a congelare il cibo o a mantenerlo in tale stato.
I congelatori domestici sono i più comuni e sono più piccoli dei congelatori usati per scopi commerciali (ad esempio quelli che si usano per congelare grandi quantità di pesce). Inoltre, sono in genere venduti insieme al frigorifero. Un altro tipo di congelatori è costituito dai banconi surgelati, che si trovano nei supermercati, che servono per esporre il cibo ai clienti. La maggior parte dei congelatori ha una temperatura di -18 °C (0 °F).
I congelatori sono divisi in «classi» identificate da un numero variabile di «stelle» simili a fiocchi di neve: conoscendo approssimativamente la temperatura ottenibile dal congelatore, è possibile stimare il tempo per cui è possibile conservarvi determinati cibi.
Il congelatore fa parte della categoria dei "grandi elettrodomestici", anche chiamati "elettrodomestici bianchi", a cui appartengono anche la lavatrice, il frigorifero, la lavastoviglie, la lavasciuga e il condizionatore.

## Funzionamento

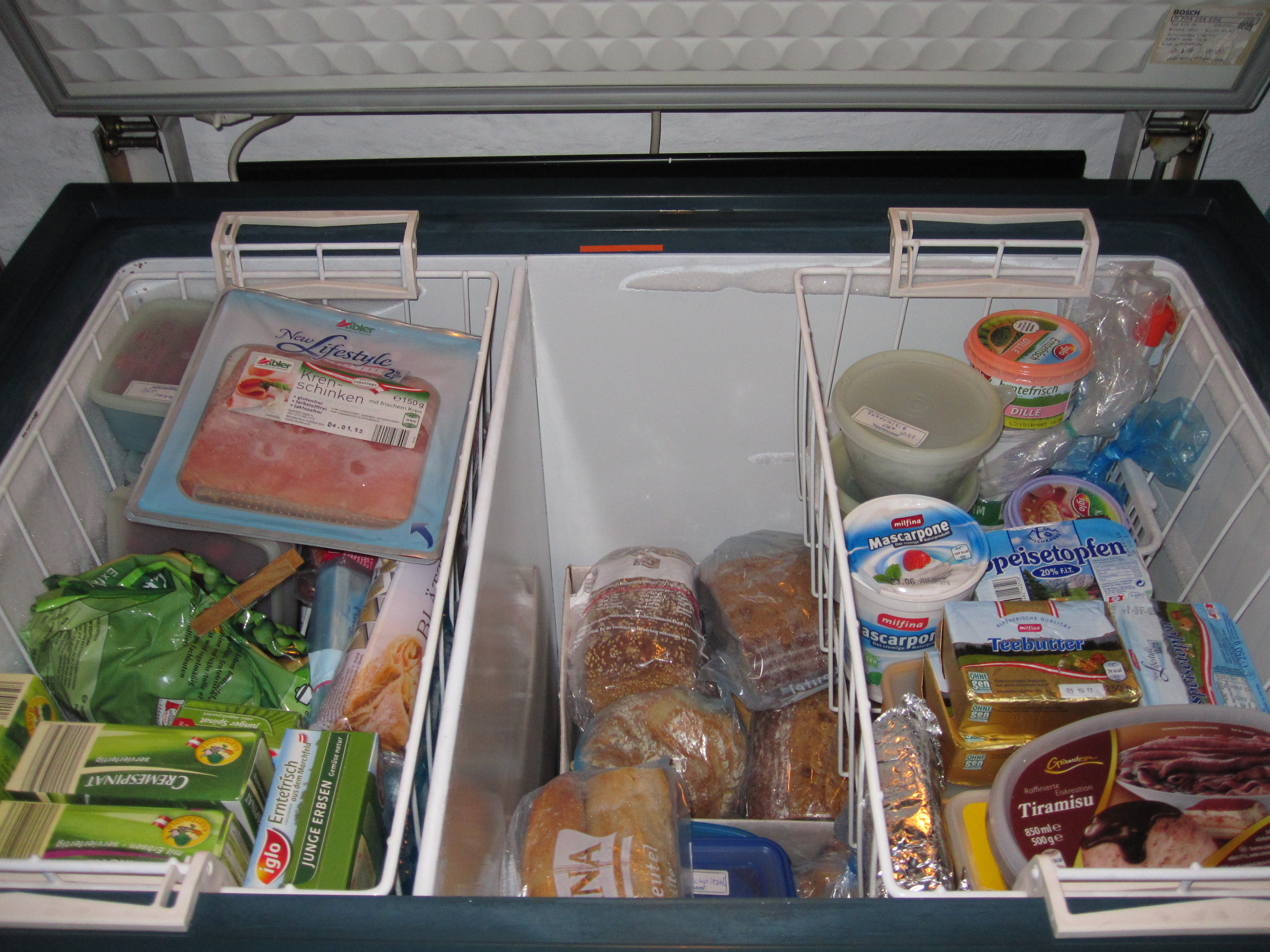
Cibi all'interno di un congelatore

Il congelatore non fa altro che utilizzare le leggi della fisica, dato che il calore è un tipo d'energia, il congelatore o frigorifero porta all'esterno quest'energia, questo è possibile tramite un gas che passa dentro a un sistema a griglie delle quali una è interna ed una esterna, le quali vengono messe in comunicazione da una pompa e un ugello.
Questo schema serve per mutare il gas facendone variare la densità e lo stato (liquido-gassoso): infatti quando il gas è dentro il congelatore è dilatato e cattura il calore per via della differenza di temperatura, poi passa alla griglia esterna attraverso una pompa che lo comprime e lo trasforma in liquido, così facendo l'energia termica che prima era distribuita in un grande volume viene contenuta in un volume più ristretto, con l'effetto di un notevole innalzamento della temperatura.
A questo punto il liquido, passando nella griglia esterna, perderà una grande quantità di calore, portandosi a temperatura ambiente. Dopo il passaggio esterno il gas passa per un ugello che riporta il liquido in uno stato gassoso e molto più dilatato, così il gas si ritroverà ad avere poca energia per un grande volume il che comporta quindi una temperatura del gas bassa.
Questo ciclo si ripete sempre, o perlomeno fino a che si utilizza il congelatore o frigorifero.

## Accorgimenti
Per poter mantenere il congelatore sempre funzionante, è necessario attuare certe cure:
- Distanza dal muro, la distanza dal muro deve essere sufficiente per garantire uno scambio ottimale d'aria.
- Pulizia serpentine, la loro pulizia è molto importante, dato che se queste sono sporche nel caso di quella esterna o ricoperta da ghiaccio per quella interna, si ha una riduzione dell'efficienza, quindi di tanto in tanto è necessario pulire la griglia posteriore e far scongelare il congelatore.